# Libro bianco di Rhydderch
Il Libro bianco di Rhydderch (in gallese: Llyfr Gwyn Rhydderch) è uno dei più famosi manoscritti gallesi medievali. Si tratta della raccolta più antica di testi gallesi in prosa e contiene alcuni esempi dell'antica poesia gallese.
Fu copiato nella metà del Trecento, molto probabilmente da Rhydderch ab Ieuan Llwyd (circa 1325-1400) di Parcrhydderch nella parrocchia di Llangeitho nel Ceredigion. Rhydderch, che apparteneva ad una famiglia con una lunga tradizione di mecenatismo, aveva incarichi sotto la Corona inglese ed era un'autorità nella legge gallese. Nel manoscritto sono state identificate le mani di cinque diversi amanuensi. Molto probabilmente è stato compilato all'Abbazia di Strata Florida, non molto lontano dalla casa di Rhydderch.
Nel XVII secolo passò nella biblioteca di un antiquario. Oggi fa parte della collezione della Biblioteca Nazionale del Galles.
Il manoscritto oggi si presenta diviso in due volumi: Peniarth MS 4 e Peniarth MS 5. Il primo contiene i racconti gallesi oggi noti come Mabinogion, mentre il secondo (la prima parte del manoscritto originale) contiene testi cristiani in gallese per la maggior parte tradotti dal latino.